# 长流乡
长流乡，是中华人民共和国贵州省黔西南布依族苗族自治州晴隆县下辖的一个乡镇级行政单位。

## 行政区划
长流乡下辖以下地区：
杨寨村、溪流村、双龙村、长流村、兰田村、虎场村和凤凰村。